# James LuValle
James Ellis „Jimmy” LuValle (ur. 10 listopada 1912 w San Antonio, zm. 30 stycznia 1993 w Te Anau w Nowej Zelandii) – amerykański chemik, w młodości lekkoatleta (sprinter), medalista olimpijski z 1936.

## Kariera zawodowa
Ukończył szkołę podstawową i średnią w Los Angeles. W 1936 uzyskał licencjat z chemii na University of California, Los Angeles, a w 1937 magisterium w California Institute of Technology. Tam też otrzymał stopień doktora na podstawie rozprawy An Electron-Diffraction Investigation of Several Unsaturated Conjugated Organic Molecules przygotowanej pod kierunkiem Linusa Paulinga.
W latach 1940–1941 wykładał na Fisk University, następnie pracował w Eastman Kodak Research Laboratory, a w czasie II wojny światowej w Office of Scientific Research and Development University of Chicago i California Institute of Technology. Od 1975 do emerytury pracował na Stanford University jako Laboratory Administrator.
Zmarł na atak serca podczas wakacji w Nowej Zelandii.

## Osiągnięcia sportowe
Jako lekkoatleta LuValle specjalizował się w biegu na 400 metrów. Zdobył w tej konkurencji brązowy medal na igrzyskach olimpijskich w 1936 w Berlinie, za swym rodakiem Archiem Williamsem i Brytyjczykiem Godfreyem Brownem.
Był akademickim mistrzem Stanów Zjednoczonych (NCAA) w biegu na 440 jardów w 1935, a także wicemistrzem USA (AAU) w 1936 na tym dystansie.
Swój rekord życiowy (46,3) ustanowił podczas zachodnich kwalifikacji olimpijskich w 1936.